# Aeroportul Ishurdi
Aeroportul Ishurdi (IATA: IRD, ICAO: VGIS) este un aeroport din Ishwardi Upazila⁠(d), Pabna District⁠(d), Rajshahi Division⁠(d), Bangladesh.
Situat la o altitudine de 13 m, aeroportul dispune de o singură pistă.